# Urupês
Urupês là một đô thị ở bang São Paulo của Brasil. Đô thị này nằm ở vĩ độ 21º12'06" độ vĩ nam và kinh độ 49º17'24" độ vĩ tây, trên khu vực có độ cao 436 m. Dân số năm 2005 ước tính 12.348 người. 
Đô thị này được thành lập ngày 24 tháng 9 năm 1928. Urupês có diện tích 325,76 km².

## Sông ngòi
- Ribeirão Barra Mansa ou Ribeirão do Cubatão

## Các xa lộ
- SP-379